# New Orleans Saints 1977
La stagione 1977 dei New Orleans Saints è stata la 11ª della franchigia nella National Football League. La squadra terminò con 3 vittorie e 11 sconfitte, al quarto posto della propria division, mancando i playoff per l'undicesimo anno consecutivo. Il capo-allenatore futuro membro della Hall of Fame Hank Stram fu licenziato a fine stagione dopo che in due stagioni con i Saints vinse solamente sette partite. 

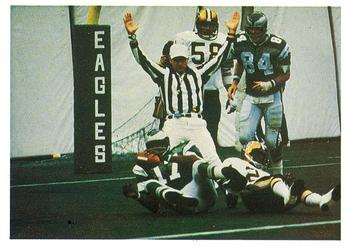
I Saints contro i Philadelphia Eagles al Veterans Stadium nel 1977

## Roster
| Roster dei New Orleans Saints nel 1977 |
| --- |
| Quarterback - 10 Bobby Douglass - 8 Archie Manning - 12 Bobby Scott Running Back - 36 Greg Boykin - 34 Tony Galbreath FB - 42 Chuck Muncie - 33 Mike Strachan Wide Receiver - 41 John Gilliam - 87 Don Herrmann - 84 Rich Mauti - 89 Leonard Willis Tight End - 85 Henry Childs - 86 Jim Thaxton Offensive Linemen - 69 Oakley Dalton T - 62 John Hill C - 64 Dave Lafary G - 77 Marv Montgomery T - 76 Don Morrison T - 71 Kurt Schumacher G - 65 Robert Woods T - 79 Emanuel Zanders G Defensive Linemen - 73 Joe Campbell DE - 72 Mike Fultz DT - 78 Elois Grooms DE - 74 Derland Moore DT - 82 Bob Pollard DE - 75 Elex Price DT Linebacker - 50 Ken Bordelon - 58 Joe Federspiel - 54 Pat Hughes - 53 Rick Kingrea - 57 Jim Merlo Defensive Back - 23 Craig Cassady - 24 Clarence Chapman CB - 44 Chuck Crist - 30 Ernie Jackson CB - 37 Tom Myers FS Special Team - 16 Tom Blanchard P - 15 Rich Szaro K                                                                           |
| Legenda - I rookie sono in corsivo. - Il primo ruolo è il principale mentre gli eventuali successivi indicano i ruoli secondari. - (IR) sta per Injured Reserve ed indica la lista ristretta per un solo giocatore infortunato che può tornare ad allenarsi dopo la settimana 6 e a rientrare in prima squadra dopo che questa ha giocato 8 partite. - (NF-Inj.) / (NF-Ill.) stanno rispettivamente per Non-Football Injured e Non-Football Illness ed indicano le liste dove viene inserito un giocatore che ha un infortunio o una malattia non dipendente dal football americano. - (PUP) sta per Physically Unable to Perform ed indica la lista dove viene inserito un giocatore mentre è in attesa di recuperare la condizione fisica. Nella stagione regolare dopo la sesta partita giocata dalla propria squadra, il giocatore ha tempo tre settimane per riprendere ad allenarsi, più tre settimane aggiuntive dal suo rientro agli allenamenti per rientrare in prima squadra. |

## Calendario
| Stagione regolare |                        |           |
| Turno             | Avversario             | Risultato |
| 1                 | Green Bay Packers      | S 24–20   |
| 2                 | at Detroit Lions       | S 23–19   |
| 3                 | at Chicago Bears       | V 42–24   |
| 4                 | San Diego Chargers     | S 14–0    |
| 5                 | at Los Angeles Rams    | S 14–7    |
| 6                 | at St. Louis Cardinals | S 49–31   |
| 7                 | Los Angeles Rams       | V 27–26   |
| 8                 | at Philadelphia Eagles | S 28–7    |
| 9                 | San Francisco 49ers    | S 10–7    |
| 10                | Atlanta Falcons        | V 21–20   |
| 11                | at San Francisco 49ers | S 20–17   |
| 12                | New York Jets          | S 16–13   |
| 13                | Tampa Bay Buccaneers   | S 33–14   |
| 14                | at Atlanta Falcons     | S 35–7    |

## Classifiche
| NFC West            |    |    |   |      |     |      |     |     |     |
|                     | V  | S  | P | %    | DIV | CONF | PF  | PS  | STR |
| Los Angeles Rams(2) | 10 | 4  | 0 | .714 | 4–2 | 8–4  | 302 | 146 | S1  |
| Atlanta Falcons     | 7  | 7  | 0 | .500 | 3–3 | 7–5  | 179 | 129 | V1  |
| San Francisco 49ers | 5  | 9  | 0 | .357 | 3–3 | 5–7  | 220 | 260 | S3  |
| New Orleans Saints  | 3  | 11 | 0 | .214 | 2–4 | 3–9  | 232 | 336 | S4  |